# 千歳線 (北海道中央バス)
千歳線（ちとせせん）は、北海道中央バス（中央バス）が国道36号経由で札幌市から北広島市、恵庭市を経て千歳市まで運行するバス路線。本項では路線免許上で関連のある新千歳空港連絡バス、道央自動車道経由で運行された高速ちとせ号についても記述する。

## 概要

### 路線開設の経緯

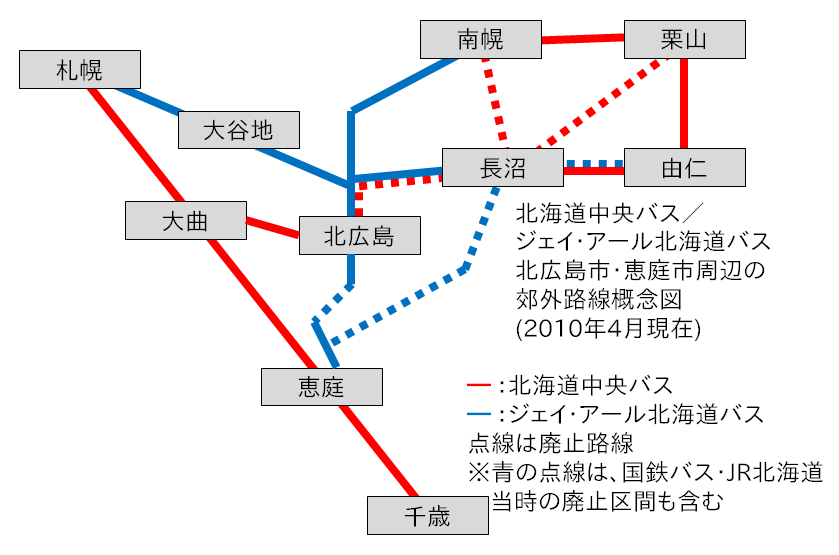
北海道中央バス／ジェイ・アール北海道バスの、北広島市・恵庭市周辺の郊外路線概念図（2010年4月現在）

中央バスは第二次世界大戦が終わってから、本格的に路線網の拡大に動き出した。札旭線や急行札樽線とほぼ同時期に札幌 - 千歳間に国道経由で路線バスを運行しようと1946年（昭和21年）4月、運輸局に免許を請願した。しかし、同時期に国鉄バスが札幌 - 北広島 - 恵庭間のバス路線を請願しており、競合してしまった。国鉄バス側は札幌 - 恵庭間で見ると鉄道路線と競合している(国鉄千歳線、広島村(現･北広島市)内での経由地がバス路線とは異なっている)ことを理由に中央バス側の請願を取り下げさせようとしていた。当時の専務の判断によって同時期に請願していた長沼線（札幌 - 北広島 - 長沼、農産地である長沼までの買い出し客が期待できたという）の免許請願を取り下げることによってようやく1947年4月、千歳線を運行するのに必要な免許（北5東1 - 豊平駅前、二里塚 - 千歳間）が下りた。1945年（昭和20年）2月に江別 - 当別間の免許を取って以来の免許獲得となった。

### 路線開設後
千歳線が運行を開始した当初は国道はまだ舗装されておらず、砂利道であった上に交通量も多かったので道路が壊れる事態が多発し運行には苦労していた。変化が起きたのは1953年（昭和28年）にアメリカ軍の指令によって国道36号が舗装されてからである。「弾丸道路」と呼ばれることになるこの舗装によって運行が安定することになる。その後、1950年代からは国鉄千歳線から乗客を奪うほどの隆盛を見せることになる。1957年2月の新聞によると、国鉄が当時運賃を12％値上げしたことによって千歳駅の定期外利用者数が1万人ほど減ったという。その代わりに30分おきに発車し、快適で運賃に差がない中央バスの千歳線に客が流れているとのことである。短距離はバス、遠距離は鉄道という棲み分けができていた。
この路線を持っていることによって、日本航空がチャーターする千歳空港 - 札幌間のバスを運行することになる。チャーターでの運行から後に単独運行への足がかりとなった（現在の新千歳空港連絡バスへとつながる）。
1984年（昭和59年）時点で1日120往復（この当時は他に札幌ターミナル - 柏葉台団地間も千歳線の区間便として1日23便運行していた）運行しており、1981年（昭和56年）から1991年（平成3年）にかけては北広島インターチェンジ - 恵庭インターチェンジ間を高速道路経由で運行する便も存在していた（高速ちとせ号）。1994年（平成6年）10月の札幌市営地下鉄豊水すすきの - 福住延伸開業から半年後、急行千歳線が運行開始する。この後も若干の変更を経て札幌ターミナル - 千歳間の急行便と福住駅 - 千歳間の普通便という形態で運行され続けている。1990年代に入ってからは段々と便数が減らされているとはいえ、様々な派生路線を生み出しつつも札幌 - 千歳間を国道経由で結ぶという基本を変えずに運行開始から60年以上の長きに渡って運行され続けてきている路線である。2023年（令和5年）12月1日には札幌ターミナル発着便および急行便が廃止され、福住駅発着普通便のみの運行となった。2006年（平成18年）時点で1日約2500人の利用客がある。

## 運行概況
2024年（令和6年）12月1日現在。千歳営業所が主担当、大曲営業所が一部便担当。

### 運行系統
福住駅 - 里塚中央/桂台団地 - 柏葉台団地・輪厚間で経路が重複する他路線については北海道中央バス大曲営業所#福住 - 北広島市を、直通取り止めとなった札幌都心 - 福住駅間の他路線については北海道中央バス平岡営業所#札幌都心 - 月寒、平岡を参照。
- 福住駅（福住バスターミナル） - 札幌ドーム - 月寒東1条19丁目 - 清田団地入口 - 真栄 - 里塚中央 - 三里塚小学校 - 三井アウトレットパーク入口 - 大曲 - 柏葉台団地 - 希望ヶ丘 - 輪厚 - 島松沢 - 北柏木 - 柏木工業団地 - 茂漁/北恵庭駐屯地 - 恵庭駅通 - 森永乳業 - サッポロビール北海道工場 - 上長都 - 自由ヶ丘1丁目 - 錦町十字街 - 千歳駅前
  - 大曲始発千歳駅前行の区間便あり。
  - 2018年（平成30年）12月1日、（旧道）島松沢経由を廃止[10]。
  - 2020年（令和2年）4月1日、福住駅発着を中心とし札幌ターミナル発着を大幅に減らす。全便里塚中央経由とする[11]。
  - 2022年（令和4年）12月1日、千歳駅発札幌ターミナル行を廃止。札幌ターミナル発千歳駅行1便のみの運行となる。
  - 2023年（令和5年）12月1日、札幌ターミナル発着便（ - 北1条 - 南4条/南3条 - 南4条東1丁目 - 豊平3条8丁目 - 美園3条4丁目 - 月寒中央駅 - 福住駅間）および急行便（札幌ターミナル - 真栄間で速達運転）廃止。すべての便が福住駅 - 千歳駅前間の普通便となる[6]。

札幌ドーム発着臨時特急便（休止中）
- 札幌ドーム - 輪厚・恵庭駅通・自由ヶ丘1丁目・錦町十字街・千歳駅前
  - 2011年4月16日新設[12]。土曜・日曜・祝日の北海道日本ハムファイターズのホームゲーム開催日のみ、試合に合わせて運行される。札幌ドーム発着でのみ利用可能[13][14]。
  - 北海道日本ハムファイターズ本拠地移転などにより運行されていないが、2024年（令和6年）12月1日の運賃改定告知では特急便の記載がある[15]。

### 運賃に関する特記事項
札幌市交通局（札幌市営地下鉄）との連絡運輸（乗継割引）は福住駅が乗継指定停留所・駅で、郊外方向札幌市内最終停留所となる三里塚小学校までの間で適用される。乗継割引に関する概要は、北海道中央バス#運賃形態、札幌市営地下鉄#乗継割引を参照。
千歳市が2016年（平成28年）10月より導入した1.3 km以内の実施運賃100円（2024年（令和6年）12月1日より150円）化や乗り継ぎチケット交付等の運賃施策は、千歳線は対象外となっている。

## 新千歳空港連絡バス

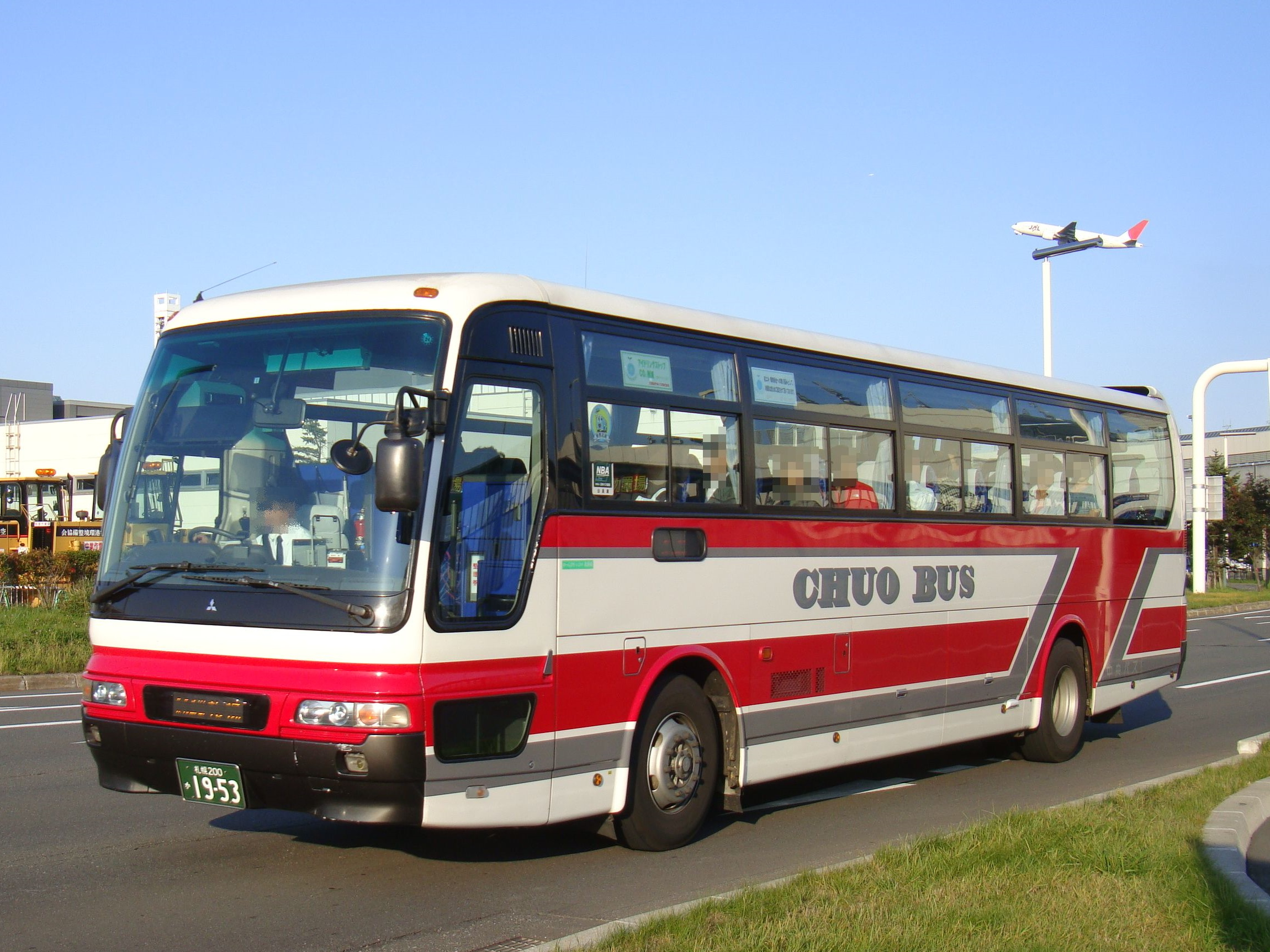
新千歳空港にて

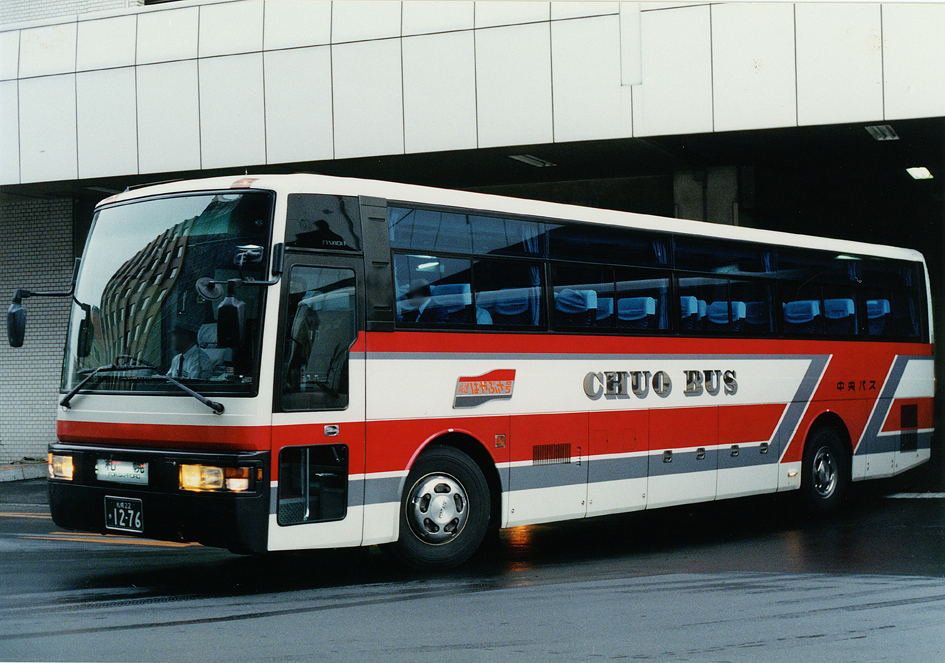
「高速はやぶさ号」 札幌駅ターミナル付近にて

小樽発着を除き、停留所ごとにアルファベットと数字から成るナンバリングが付される。アルファベットは系統別、数字は新千歳空港側から順に割り振られる。全系統共通停留所のアルファベットは、新千歳空港と南千歳駅はAP、恵庭と輪厚はHWが付される。
新千歳空港・南千歳駅と以下を結ぶ。
中央バス・北都交通運行
- S：札幌ドーム・福住駅（福住バスターミナル）・月寒中央駅・豊平郵便局・すすきの・札幌駅・札幌市内主要ホテル
- D：札幌駅・大通公園・すすきの・中島公園（直行）
- C：大谷地駅（大谷地バスターミナル）

中央バス運行
- A：北34条駅・麻生駅（麻生バスターミナル）・北24条駅
- Y：発寒南駅・宮の沢駅（宮の沢バスターミナル）
- B：環状通東駅・東区役所前駅・サッポロビール園
- 小樽運河ターミナル・小樽市内主要ホテル・小樽駅前（小樽ターミナル) - 詳細は札樽線 (北海道中央バス)を参照。

北都交通運行
- M：南郷18丁目・福住3条9丁目（羊ヶ丘展望台）・澄川駅・電車事業所前・南13条西22丁目・円山公園駅・場外市場
- K：三井アウトレットパーク・札幌大学・真駒内駅・アパホテル&リゾート札幌（川沿）
- E：南郷18丁目・南郷13丁目・地下鉄白石駅・美園駅・南14条行啓通・南8西14・南2西15・北9西14桑園（運休中[19]）：2018年（平成30年）4月1日運行開始[20][21]）

1951年（昭和26年）に千歳空港の民間使用が認められ、日本航空 (JAL)が東京国際空港との間に就航した。これに伴い、JALとの間で札幌 - 千歳空港の旅客・手荷物輸送契約を締結し、JAL便利用者専用貸切バスとして同年10月25日より運行を開始したのが始まりである。輸送契約は1964年（昭和39年）6月30日をもって解除し、翌7月1日より路線バス「日航線」として独自運行を開始した。1981年（昭和56年）3月より「（高速）はやぶさ号」の愛称を採用（2002年頃まで使用、現在は使われていない）、1989年（平成元年）10月には日航線の名称から貸切バス時代のようなJAL便利用者限定の誤解を受けないよう「空港連絡バス」に改称している。
1992年（平成4年）のJR新千歳空港駅開業による影響を抑えるため、かつて全日本空輸 (ANA)との提携により運行、停車停留所も異なり別の路線として運行していた北都交通と協力するようになり、段階的に両社時刻表への時刻併記や停車停留所の共通化が行われ、2002年（平成14年）より共通乗車券取扱が開始された。紙の乗車券は一部割引運賃を除き両社とも運行する系統の他、中央バス単独運行系統で北都交通発行の、北都交通単独運行系統で中央バス発行の乗車券が使用できるようになった。2006年（平成18年）3月より札幌市内と千歳アウトレットモール・レラのアクセスとして南千歳駅に停車開始し、空港アクセスに限らない利用促進を図っている。
札幌都心直行系統は、2013年（平成25年）7月1日より新千歳空港 - （新千歳空港IC - 北郷IC） - すすきの・札幌駅で運行を開始。同年12月1日から2014年（平成26年）3月31日までは冬期運休となった。2014年（平成26年）4月1日再開予定とされていたが、同日のダイヤ改正以降設定されなかった。2016年（平成28年）7月1日より千歳IC - 札幌北IC経由に変更の上、中島公園発着で再開設された。札幌都心系統通常便の中島公園経由は廃止、プレミアホテルTSUBAKI・すすきの経由に統一されている
札幌都心系統（直行便含む）と大谷地系統は月寒営業所、小樽系統は真栄営業所、その他は札幌北営業所が担当。
北都交通が運行する新千歳空港連絡バスの詳細は北都交通 (北海道)#新千歳空港連絡バスを、中央バスが運行する上記以外の新千歳空港発着路線は北海道中央バス千歳営業所を参照されたい。
札幌都心系統
- 2005年7月21日、北都交通とバス停を統合し路線改編。
- 2006年3月1日、千歳アウトレットモール・レラ開業に伴い、「南千歳駅」停新設。
- 2006年4月1日、ロイトン札幌発便（中島公園経由）を京王プラザホテル札幌に延長。
- 2013年7月1日、札幌都心直行便（所要時間約1時間）を新設。夏季ダイヤのみの季節運行。

麻生駅系統
- 2006年3月1日、千歳アウトレットモール・レラ開業に伴い、「南千歳駅」停新設（大谷地経由便は通過）。
- 2011年4月1日、起点を麻生駅から北24条駅へ延長。同時に夜間のみ設定の大谷地経由便を廃止。

宮の沢駅系統
- 1999年4月21日開設。
- 2006年3月1日、千歳アウトレットモール・レラ開業に伴い、「南千歳駅」停新設。
- 2006年7月21日、北24条駅発着便新設により大幅減便（北24条駅経由便を除いて上下3往復）。「地下鉄宮の沢駅←地下鉄発寒南駅←北24条駅←新千歳空港」系統を新設。
- 2009年12月1日、北24条駅経由便を廃止、麻生駅経由便を新設。

東区役所前駅系統
- 2006年7月21日、「北24条駅 - 東区役所前駅 - 新千歳空港」系統として開設。
- 2009年12月1日、大谷地経由便を新設。
- 2011年4月1日、起点を北24条駅から東区役所前駅に短縮。
- 2016年7月1日、起点を東区役所前駅からサッポロビール園に延伸[26][27]。

## 高速ちとせ号（廃止）
- 札幌ターミナル - 新千歳空港

路線沿革
- 1986年（昭和61年）
  - 4月10日 - 高速ちとせ号を2往復新設。札幌南IC・千歳IC経由で運行。札幌駅前ターミナル発、停車停留所は地下鉄大谷地駅、千歳ターミナル、錦町十字街、千代田町3丁目、千歳駅前。
  - 12月1日 - 恵庭IC経由に変更。恵庭駅通を新設。
- 1987年（昭和62年）4月10日 - 高速ちとせ号を廃止。
- 1991年（平成3年）4月20日 - 特急千歳線を廃止。高速ちとせ号を路線変更の上16往復新設。停車停留所は地下鉄大谷地駅、恵庭市役所通、恵庭駅通、恵庭公園通、自由ヶ丘団地、自衛隊前（現：北千歳駐屯地）、北栄小学校、錦町十字街、千代田町3丁目、千歳駅前、千歳ターミナル。往路は札幌ターミナル始発、復路は北1条終着。
- 1992年（平成4年）
  - 4月1日 - 8往復増回。
  - 7月1日 - 1往復増回。21往復を新千歳空港に乗り入れ開始。輪厚、北恵庭、漁町、エアカーゴ前、新千歳空港を新設。復路を札幌駅前に変更。時計台前と北2条西3丁目を新設。
- 1993年（平成5年）4月1日 - 新千歳空港発着の2往復を千歳ターミナル発着に振り替え。サッポロファクトリー前と北1条東7丁目を新設。
- 1995年（平成7年）4月1日 - 新千歳空港発着を往路17便、復路23便。千歳ターミナル発着を往路2便、復路8便に変更。
- 1996年（平成8年）
  - 4月1日 - 月寒経由に経路変更。南1条、豊平橋、豊平3の8、中央通2丁目、中央通10丁目、月寒グリーンドーム北門を新設。サッポロファクトリーを廃止。
  - 12月1日 - 全便新千歳空港発着に統一し、14往復に大幅減便。
- 1997年（平成9年）4月1日 - 南郷13丁目駅新設、川沿大通を新設。
- 1998年（平成10年）12月1日 - 高速ちとせ号全便廃止。国道経由の特急千歳線、急行千歳線に振り替え。